# Mars Polar Lander
Mars Polar Lander — космічний апарат, що діяв у рамках програми NASA по дослідженню клімату й поверхні Марса Mars Surveyor 98.
Апарат не виконав свого завдання, зазнавши аварію під час посадки на Марс. Основною причиною провалу місії за висновком незалежної комісії є недостатнє фінансування й тиск строків. За оцінкою незалежної комісії проєкт був недофінансований мінімум на 30 % від реальної потреби.

## Завдання польоту
Основними цілями Mars Polar Lander'a (MPL) були вивчення полярних областей Марса, передусім місцевого клімату, пошук льоду в марсіанському ґрунті й оцінка його кількості, детальне знімання поверхні в місці посадки.
Місцем посадки була визначена межа південної марсіанської полярної шапки між 74 і 77° пд. ш. та 170 і 230° з. д. Час посадки було вибрано так, щоб упродовж усього терміну функціонування апарата там панував полярний день. Згідно зі знімками Mars Global Surveyor'a, район посадки в цей час року являв собою чергування світлих і темних ділянок — залишки снігу та льоду упереміш з оголеним ґрунтом.
MPL ніс на собі 2 пенетратора «Deep Space 2» — некеровані балістичні капсули, які повинні були відокремитися перед входом в атмосферу і, досягнувши поверхні, заглибитися в ґрунт і передати відомості про його склад.

## Конструкція
Із Землі MPL стартував у складі перелітного ступеня й посадкового апарата. Перелітний ступінь оснащений сонячними батареями, двигунами орієнтації і системами зв'язку. Повна маса посадкового апарата («Лендер») — 576 кг.

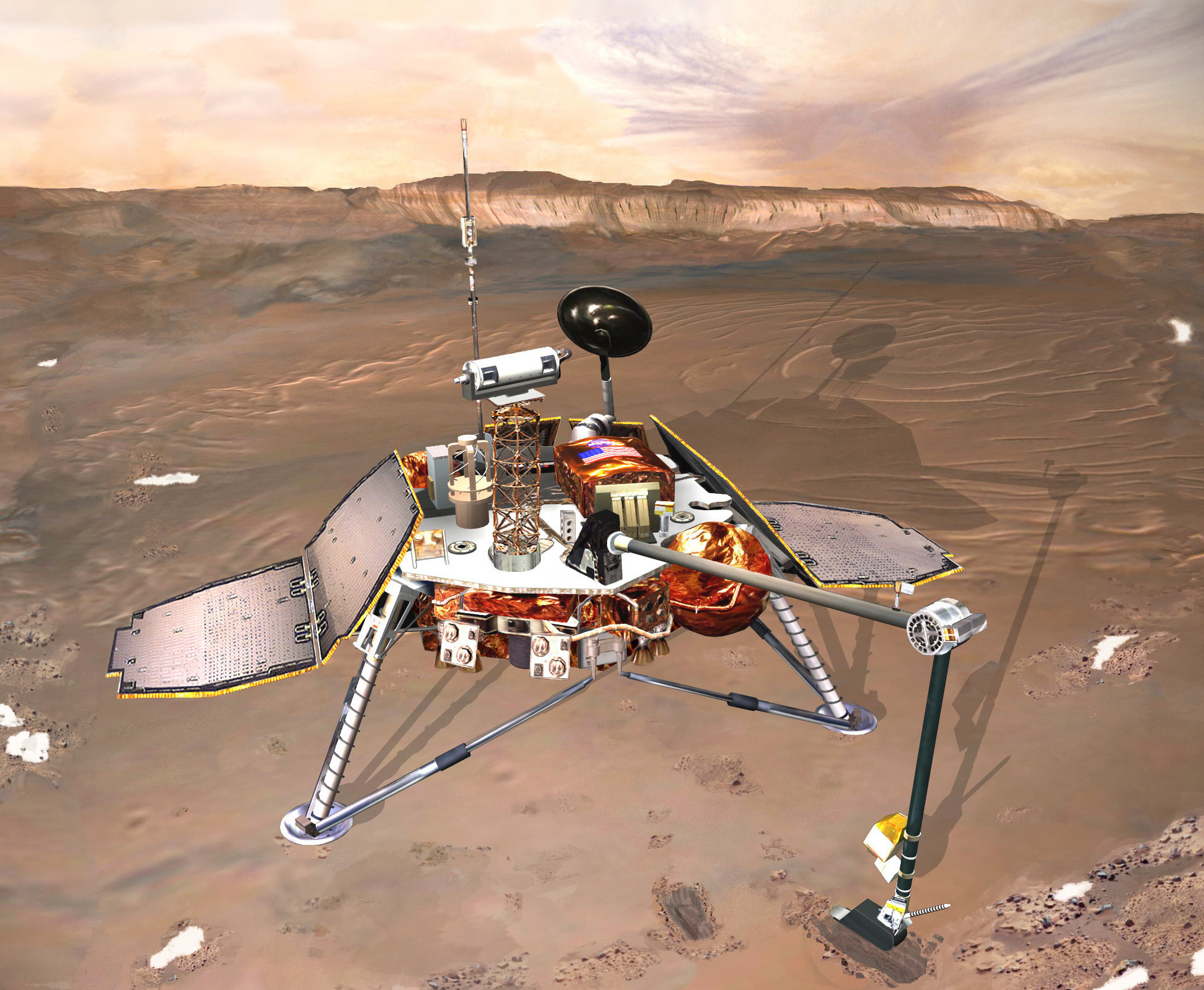
Посадковий апарат на поверхні Марса

Посадковий апарат оснащений чотирма блоками рухових установок орієнтації і стабілізації, на донної частини розташовані три групи посадкових двигунів по чотири рідинно-реактивні двигуни тягою по 60 фунтів (266 Н, 27,1 кгс) кожен. Паливо для всіх двигунів надходить із двох паливних баків, розташованих під основними сонячними батареями Лендера. При роботі на поверхні посадковий апарат має висоту 1,06 м і поперечний розмір (з розгорнутими сонячними батареями) 3,6 м. Тримальний корпус космічного апарата (шасі) і посадкові опори виконані на основі стільникової алюмінієвої конструкції, скріпленої графіто-епоксидними панелями. Усередині шасі розташовуються основний і резервний комплект бортової ЕОМ, блок розподілу потужності, акумуляторна батарея, радіосистеми, блоки електроніки. Енергоживлення посадкового апарата сумарною потужністю 200 Вт здійснюється від шести секцій сонячних батарей. При недостатньому освітленні живлення здійснюється від акумулятора місткістю 16 А·год, призначеного головним чином для підігріву центрального блоку електроніки до –30 °C вночі (при –80 °C зовні).
«Лендер» обладнаний двома радіосистемами:
- УВЧ — для зв'язку із Землею через апарат-ретранслятор Mars Climate Orbiter (так і не вийшов на орбіту навколо Марса) або для одностороннього передавання даних через АМС Mars Global Surveyor. Швидкість передавання даних — 128 кбіт/с.
- Система Х-діапазону для прямого зв'язку із Землею через антену середнього підсилення, максимальна швидкість передавання даних — 1400—5000 біт/с. З огляду на те, що при спостереженні з південного полюса Марса Земля підіймається над обрієм дуже невисоко, прямий зв'язок був би можливий тільки при дуже рівному рельєфі поверхні: навіть невеликі пагорби могли перешкодити зв'язку.

## Наукова апаратура
До складу наукової апаратури MPL входили комплект приладів для вивчення летких речовин і клімату Марса MVACS (Mars Volatiles and Climate Surveyor), фотокамера спуску на Марс MARDI (Mars Descent Imager) та Лідар.
До складу комплекту MVACS входили:
1. Маніпулятор, довжина якого у розгорнутому положенні становить 2 метри. На його кінці встановлена камера RAC (Robotic Arm Camera), ківш для забору ґрунту і температурний датчик. Камера RAC дозволяє зробити фотографії високої роздільної здатності, що показують структуру матеріалу поверхні та приповерхневого шару.
2. Стереокамери SSI (Surface Stereo Imager). Камера знаходиться на 1,5-метровій щоглі й служить для панорамного знімання околиць місця посадки.
3. Метеокомплекс. Метеорологічні датчики розташовані на двох щоглах. На першій щоглі заввишки 1,2 м на верхній кришці космічного апарата знаходяться датчик напрямку і швидкості вітру, датчик температури і напівпровідникові лазери, що вимірюють вологість повітря, вміст ізотопів води й вуглекислого газу. Друга щогла завдовжки 0,9 м спрямована вниз і призначена для вивчення атмосферних ефектів на висоті від 10 до 15 см над марсіанською поверхнею. На ній знаходяться вітровий датчик і два датчики температури.
4. Газоаналізатор TEGA (Thermal and Evolved Gas Analyzer). За допомогою маніпулятора в приймач аналізатора поміщають зразок ґрунту масою 0,1 г. Далі приймач закривається кришкою, утворюючи мініатюрну піч. Зразок поступово нагрівають за допомогою спірального нагрівача до температури 1027 °C, і газ, що виділяється, просвічується напівпровідниковим лазером, світло якого падає на фотоприймач. За інтенсивністю поглинання світла можна кількісно визначити газовий склад, і перш за все — наявність водяної пари і вуглекислого газу.

- Лідар призначений для визначення вмісту вологи та пилу в атмосфері до висоти 2—3 км. Прилад розроблений в Інституті космічних досліджень РАН під керівництвом д-ра В. М. Лінкіна при фінансовій участі Російського космічного агентства. Це перший російський експеримент на борту американської АМС.
- Уперше на Марс мав бути доставлений мікрофон для запису шуму вітру і шуму працюючих механізмів Лендера.

|                                 |
| Фотокамера спуску на Марс MARDI |

|              |
| Стереокамера |

|       |
| LIDAR |

|             |
| Маніпулятор |

|                         |
| Камера маніпулятора RAC |

|                        |
| Метереологічний датчик |

|                     |
| Газоаналізатор TEGA |

|          |
| Мікрофон |

## Хронологія польоту і результати
Mars Polar Lander був виведений в космос 3 січня 1999 р. а за допомогою РН Delta 2. 11-місячний переліт до Марса пройшов без особливих зауважень. 23 вересня 1999-го р. аварією закінчився вихід на орбіту навколо Марса автоматичної міжпланетної станції Mars Climate Orbiter, «побратима» MPL, яка повинна була ретранслювати на Землю до 90 % даних. 3 грудня MPL востаннє скорегував свою траєкторію й увійшов в атмосферу Марса. Більше ні посадковий апарат, ні пенетратори на зв'язок не виходили. Пошуки сигналу велися як із Землі, так і з автоматичної міжпланетної станції Mars Global Surveyor протягом півтора місяця, але безрезультатно.
Причини невдачі залишаються загадкою. Передача телеметрії під час самих напружених ділянок спуску і посадки не передбачалася, тому відновити хід подій неможливо. Серед ймовірних причин аварії називають передчасне вимикання гальмівних двигунів (MPL використовував старий метод посадки — гальмування ракетними двигунами, як у «Вікінгів», а не парашути і надувні мішки, як у Mars Pathfinder'a або марсоходів). Загальний висновок комісії був такий, що в програму Mars Surveyor 98 спочатку були закладені технічні рішення з високим рівнем ризику, що й призвело до аварії відразу двох станцій (MCO і MPL).
|                         |
| Схема Mars Polar Lander |

|                        |
| Корабель до капсуляції |

|                                  |
| Випробовування Mars Polar Lander |

|                                                     |
| прикріплення Mars Polar Lander до верхнього ступеня |